# العلاقات المجرية اليابانية
العلاقات المجرية اليابانية هي العلاقات الثنائية التي تجمع بين المجر واليابان.

## مقارنة بين البلدين
هذه مقارنة عامة ومرجعية للدولتين:
| وجه المقارنة                                              | المجر                                                       | اليابان         |
| --------------------------------------------------------- | ----------------------------------------------------------- | --------------- |
| المساحة (كم2)                                             | 93.04 ألف                                                   | 377.97 ألف      |
| عدد السكان (نسمة)                                         | 9.78 مليون                                                  | 126.79 مليون    |
| الكثافة السكانية (ن./كم²)                                 | 105.12                                                      | 335.45          |
| العاصمة                                                   | بودابست                                                     | طوكيو           |
| اللغة الرسمية                                             | لغة مجرية                                                   | اللغة اليابانية |
| العملة                                                    | فورنت مجري                                                  | ين ياباني       |
| الناتج المحلي الإجمالي (بليون دولار)                      | 139.14 مليار                                                | 4.87 تريليون    |
| الناتج المحلي الإجمالي (تعادل القوة الشرائية) بليون دولار | 260.42 مليار                                                | 5.18 تريليون    |
| الناتج المحلي الإجمالي الاسمي للفرد دولار أمريكي          | 12.36 ألف                                                   | 34.52 ألف       |
| الناتج المحلي الإجمالي للفرد دولار أمريكي                 | 25.07 ألف                                                   | 36.62 ألف       |
| مؤشر التنمية البشرية                                      | 0.828                                                       | 0.903           |
| رمز المكالمات الدولي                                      | +36                                                         | +81             |
| رمز الإنترنت                                              | .hu                                                         | .jp             |
| المنطقة الزمنية                                           | ت ع م+01:00، ت ع م+02:00، أوروبا/بودابست ‏، توقيت وسط أوروبا | توقيت اليابان   |

## مدن متوأمة
في ما يلي قائمة باتفاقيات التوأمة بين مدن مجرية ويابانية:
- ترتبط شوبرون مع كازونو باتفاقية توأمة منذ 1987.
- ترتبط بودابست مع أوساكا باتفاقية توأمة منذ 3 أغسطس 2012.[14][14][14][14]
- ترتبط كيكسكيميت مع آوموري باتفاقية توأمة منذ 1991.

## منظمات دولية مشتركة
يشترك البلدان في عضوية مجموعة من المنظمات الدولية، منها:
| علم المنظمة | اسم المنظمة                               | تاريخ انضمام المجر | تاريخ انضمام اليابان |
| ----------- | ----------------------------------------- | ------------------ | -------------------- |
|             | منظمة التعاون الاقتصادي والتنمية          | 7 مايو 1996        | ?                    |
|             | منظمة التجارة العالمية                    | 1995               | ?                    |
|             | الاتحاد البريدي العالمي                   | ?                  | ?                    |
|             | الوكالة الدولية للطاقة                    | ?                  | ?                    |
|             | مجموعة الموردين النوويين                  | ?                  | ?                    |
|             | يونسكو                                    | 14 سبتمبر 1948     | 2 يوليو 1951         |
|             | الفريق المعني برصد الأرض                  | ?                  | ?                    |
|             | مؤسسة التمويل الدولية                     | 29 أبريل 1985      | 20 يوليو 1956        |
|             | المركز الدولي لتسوية المنازعات الاستشارية | 6 مارس 1987        | 16 سبتمبر 1967       |
|             | منظمة حظر الأسلحة الكيميائية              | ?                  | ?                    |
|             | مؤسسة التنمية الدولية                     | 29 أبريل 1985      | 27 ديسمبر 1960       |
|             | مجموعة أستراليا                           | 1993               | 1985                 |
|             | نظام تحكم تكنولوجيا القذائف               | 1993               | 1987                 |
|             | وكالة ضمان الاستثمار متعدد الأطراف        | 21 أبريل 1988      | 12 أبريل 1988        |
|             | الاتحاد الدولي للاتصالات                  | 1866               | 29 يناير 1879        |
|             | منظمة الشرطة الجنائية الدولية             | ?                  | ?                    |
|             | الأمم المتحدة                             | 14 ديسمبر 1955     | 18 ديسمبر 1956       |
|             | البنك الدولي للإنشاء والتعمير             | 7 يوليو 1982       | 13 أغسطس 1952        |

## أعلام
هذه قائمة لبعض الشخصيات التي تربطها علاقات بالبلدين:
- نيك فازيكاس (لاعب كرة سلة أمريكي، 17 يونيو 1985 – )

## وصلات خارجية
- موقع وزارة الخارجية المجرية
- موقع وزارة الخارجية اليابانية